# 帝京大学福岡短期大学
帝京大学福岡短期大学（ていきょうだいがくふくおかたんきだいがく、英語: Fukuoka Teikyo Junior College）は、福岡県大牟田市新勝立町4-3-124　に本部を置いていた日本の私立大学である。1987年に設置され、2006年に廃止された。

## 概要

### 大学全体
- 福岡県大牟田市に所在した日本の私立短期大学で、設置主体は学校法人帝京大学。
- 1987年に九州帝京短期大学として3学科[1]、入学総定員300名体制で開学。
- 1998年度より男女共学となり、2002年度より2学科体制に短縮。
- 2004年度の入学生を最後に[注釈 2]、2006年に短期大学としての使命を終える[3]。

### 教育および研究
- 帝京大学福岡短期大学に設けられていた学科の一つにまず日本文化学科がある。こちらは、「日本文学」・「国語学概論」・「書道」・「中国文学」などの科目があった。日本文学、比較文化、文化情報、教職の各コースがあった[4]。
- 国際コミュニケーション学科では、「英語基礎講読」・「英米文学史」・「アメリカ文学・小説」・「英語学概論」・「イギリス文学・小説」・「オーラルイングリッシュ」などの科目があった。アメリカ留学、英米文学、英語コミュニケーション、教職の各コースがあった[5]。
- 経営情報学科：「経営学概論」・「簿記原理」・「情報処理通論」・「プログラミング演習」・「秘書概論」・「企業論」・「金融論」などの科目があった。経営管理、ビジネス経理、ビジネス秘書、情報処理の各コースが置かれていた[6]。

### 学風および特色
- 元々女子を対象とした短大となっていたが、1998年度より男女共学となった。

## 沿革
- 1984年
  - 11月 短期大学誘致に成功する[7]。
- 1987年
  - 2月3日 左記を以て文部省[注 3]より短期大学の設置が認可される[8]。
  - 4月1日 九州帝京短期大学（きゅうしゅうていきょうたんきだいがく）として以下の学科体制にて開学[9]。
    - 国文科 入学定員75名
    - 英文科 入学定員75名
    - 経営情報科 入学定員150名

  - 5月1日 学生数[10]/定員[11]
    - 国文科 女20/75
    - 英文科 女36/75
    - 経営情報科 女80/150
- 1988年
  - 5月1日 学生数[12]/定員
    - 国文科 女47/150
    - 英文科 女69/150
    - 経営情報科 女220/300
- 1994年
  - 4月1日 学科の入学定員を以下の通り変更する[13]。
    - 国文科 75→40
    - 英文科 75→60
    - 経営情報科 150→130

  - 5月1日 学生数[14]/定員
    - 国文科 女165/115
    - 英文科 女183/135
    - 経営情報科 女353/280
- 1995年
  - 5月1日 学生数[15]/定員
    - 国文科 女97/80
    - 英文科 女135/120
    - 経営情報科 女254/260
- 1998年
  - 4月1日 共学化する[16]。
  - 5月1日 学生数[17]/定員
    - 国文科 47[注釈 3]/80　
    - 英文科 96[注釈 3]/120
    - 経営情報科 140[注 4]/260
- 1999年 帝京大学福岡短期大学と改称、学科名を以下の通り変更する[18]。
  - 国文科→日本文化学科
  - 英文科→国際コミュニケーション学科
  - 経営情報科→経営情報学科
  - 5月1日 学生数[19]/定員
    - 日本文化学科 56[注 5]/80
    - 国際コミュニケーション学科 121[注 6]/120
    - 経営情報学科 256[注 7]/260
- 2000年
  - 4月1日 経営情報学科の入学定員を130→90に減員[20]。
- 2001年
  - 4月1日 経営情報学科を情報文化学科に改称[21]。
  - 同 日本文化学科の学生募集を最終とする[注釈 4]。
- 2003年
  - 3月31日 日本文化学科を廃止する[23]。
- 2004年
  - 4月1日 この年度をもって学生募集を終了[注釈 2]。
- 2006年
  - 6月14日 左記を以て正式に廃止される[3]。

## 基礎データ

### 所在地
- 福岡県大牟田市新勝立町4-3-124[注釈 1]

## 教育および研究

### 組織

#### 学科
- 日本文化学科 入学定員40名[注 8]
- 国際コミュニケーション学科 入学定員60名[注釈 5]
- 情報ビジネス学科 入学定員90名[注釈 5]

#### 専攻科
- なし

#### 別科
- なし

#### 取得資格について
- 中学校教諭二種免許状[26]
  - 国語：日本文化学科
  - 英語：国際コミュニケーション学科

### 研究
- 『帝京大学福岡短期大学紀要』[27]
- 『九州帝京短期大学紀要』[28]

## 学生生活

### 部活動・クラブ活動・サークル活動
- 帝京大学福岡短期大学で活動していたクラブ活動[29]
  - 体育系：バスケットボール・陸上・バレーボール・剣道・テニス・水泳ほか
  - 文化系：茶道・パソコン・軽音楽・書道・ボランティアほか

### スポーツ
- 陸上部が「全日本インカレ」に出場した実績をもつ[30]。

## 施設

### キャンパス
- LL教室・図書館・学生食堂などが備わっていた。図書館の所蔵資料数はおよそ43,000冊となっていた[31]。

## 対外関係

### 他大学との協定

#### 韓国
- 慶熙ホテル観光大学[32]
- 慶熙大学校[32]

## 卒業後の進路について

### 編入学・進学実績
- 系列の帝京大学・帝京平成大学ほか浜松大学・九州女子大学・九州国際大学・久留米大学・福岡女学院大学などがある。